# David Roberts (acteur)
Pour les articles homonymes, voir David Roberts et Roberts.
David Roberts est un acteur australien, notamment connu pour son rôle d'Alan dans la série Please Like Me (2013-2016).

## Biographie

### Jeunesse et formation
David Roberts grandit à Adélaïde, en Australie-Méridionale. Il étudie au the Victorian College of the Arts à l'université de Melbourne, d'où il sort diplômé en 1987.

### Carrière
En 1984, David Roberts débute à la télévision, apparaissant dans le téléfilm Le Silence de la peur (Attack on Fear) de Mel Damski.
En 1990, il passe au grand écran, interprétant le policier dans le long métrage Nirvana Street Murder d'Aleksi Vellis.
En 2003, il joue le rôle secondaire, Roland, dans les deux films de science-fiction Matrix Reloaded et Matrix Revolutions de Lana et Lilly Wachowski.
En 2013, il joue un rôle récurrent dans la série télévisée australienne Please Like Me. Il y incarne Alan, le père de Josh qui découvre qu'il aime finalement les hommes. La série s'arrête au bout de la quatrième saison, en 2016.

## Filmographie

### Cinéma

#### Longs métrages
- 1990 : Nirvana Street Murder d'Aleksi Vellis : le policier
- 1990 : Beyond My Reach de Dan Burstall : Christopher Brookes
- 1999 : La Chance de ma vie (Me Myself I) de Pip Karmel : Robert Dickson
- 2003 : Matrix Reloaded de Lana et Lilly Wachowski : Roland
- 2003 : Gettin' Square de Jonathan Teplitzky : Niall Toole
- 2003 : Matrix Revolutions de Lana et Lilly Wachowski : Roland
- 2005 : Three Dollars de Robert Connolly : Gerard
- 2005 : A Divided Heart de Denny Lawrence : Charles Vickery (vidéo)
- 2007 : Ghost Rider de Mark Steven Johnson : le captaine Dolan
- 2008 : L'Amour de l'or (Fool's Gold) d'Andy Tennant : Cyrus
- 2008 : The Square de Nash Edgerton : Raymond Yale
- 2012 : Careless Love de John Duigan : M. Stevenson, chef de la banque
- 2014 : Convict de George Basha et David Field : Harvey
- 2014 : Invincible (Unbroken) d'Angelina Jolie : l'officier Collier
- 2017 : Mon ami le dinosaure (My Pet Dinosaur) de Matt Drummond : le docteur
- 2018 : Slam de Partho Sen-Gupta : Alan McLeary
- 2020 : Occupation: Rainfall de Luke Sparke : Abraham

#### Courts métrages
- 1997 : Nightride de Martin Murphy
- 2003 : Roundabout de Rachel Griffiths : Michael Taylor
- 2007 : Skin de Claire McCarthy
- 2010 : The Foal de Josh Tanner : oncle John
- 2012 : The Landing de Josh Tanner : Edward

### Télévision

#### Téléfilms
- 1984 : Le Silence de la peur (Attack on Fear) de Mel Damski : Seth Andersen
- 1988 : Miracle at Beekman's Place de Bernard L. Kowalski
- 2004 : Small Claims de Cherie Nowlan : Peter Hindmarsh
- 2005 : Small Claims: White Wedding de Cherie Nowlan : Peter Hindmarsh
- 2006 : Small Claims: The Reunion de Tony Tilse : Peter Hindmarsh
- 2012 : Lune de miel tragique (Fatal Honeymoon) de Nadia Tass : David Samuels-Lawyer

#### Séries télévisées
- 1990 : The Flying Doctors : Peter Gardiner (saison 6, épisode 11 : The Climber)
- 1991 : All Together Now : Etienne (saison 1, épisode 18 : Chanson d'amour)
- 1993 : Seven Deadly Sins (mini-série, saison 1, épisode 1 : Lust)
- 1993 : Phoenix : le détective Robert Howie (10 épisodes)
- 1993 : Law of the Land : Peter Lawrence (13 épisodes)
- 1996 : La Saga des McGregor (The Man from Snowy River) : John Archer (saison 2, épisode 18 : The Cutting Edge)
- 1996 : Mercury : Dave « Gibbo » Gibson (mini-série, 13 épisodes)
- 1997 : Big Sky : Pete Martin (saison 1, épisode 34 : Searching for You)
- 1998 : Murray Anders (saison 1, épisode 28)
- 1998 : Brigade des mers (Water Rats) : le détective Barry Strong (2 épisodes)
- 2000 : Tales of the South Seas (mini-série, saison 1, épisode 10 : The Boxer Rebellion)
- 2000-2002 : Halifax (Halifax f.p.) : le détective Brett Murray (2 épisodes)
- 2001 : Cavale australe (Do or Die) : Dr Baker
- 2001 : Head Start : Stephen Perry (mini-série, saison 1, épisode 35 : Subterfuge)
- 2002 : Les Aventuriers du monde perdu (The Lost World) : Mordren (saison 3, épisode 20 : Legacy)
- 2002 : Bootleg : Martin Burrows (mini-série, 3 épisodes)
- 2003 : Out There : Johnathon Archer (saison 1, épisode 1 : Two Down Under)
- 2003 : The Secret Life of Us : Bruce Lane (2 épisodes)
- 2003 : Blue Heelers : Peter Ball (saison 10, épisode 40 : Dirty Cheaters)
- 2003 : MDA : Dr John Alfarno (4 épisodes)
- 2005 : Last Man Standing : Gerry (saison 1, épisode 10)
- 2005 : Alice contre-attaque (Holly's Heroes) : Alan Peterson (26 épisodes)
- 2007 : All Saints : Owen Ferguson (saison 10, épisode 29 : Persona Non Grata)
- 2007-2008 : Satisfaction : Tim (3 épisodes)
- 2008 : All Saints : Graeme Collins (saison 11, épisode 36 : Another Reality Check)
- 2009 : Rescue : Unité Spéciale : Ed Frazer (2 épisodes)
- 2009 : City Homicide : L'Enfer du crime (City Homicide) : Max McKenzie (2 épisodes)
- 2009 : The Jesters : Andrew Shrapton (saison 1, épisode 6 : Real Talent)
- 2009 : Underbelly : Angus Campbell (saison 2, épisode 5 : A Tale of Two Hitmen)
- 2009-2010 : Summer Bay : Lou De Bono (17 épisodes)
- 2010-2016 : Rake : Norton (4 épisodes)
- 2011 : Underbelly (Underbelly: Razor) : Frank de Groot (2 épisodes)
- 2011-2017 : Offspring : Phil D'Arabont (15 épisodes)
- 2012 : Tricky Business : David Lang (saison 1, épisode 9 : Space and Time)
- 2012 : Devil's Dust : Ian Hutchinson (2 épisodes)
- 2013 : Power Games: The Packer-Murdoch Story : David McNicoll (mini-série, 2 épisodes)
- 2013 : Miss Fisher enquête : Miss Fisher's Murder Mysteries : Lachlan Pepper (saison 2, épisode 7 : Blood at the Wheel)
- 2013-2016 : Please Like Me : Alan, le père de Josh (27 épisodes)
- 2014 : The Code : Peter Lawson (3 épisodes)
- 2015 : Summer Bay : le juge Menzies (3 épisodes)
- 2016 : Secret City : le général McAuliffe (6 épisodes)
- 2016 : Soul Mates : Mayor of Bondi (2 épisodes)
- 2017 : True Story with Hamish & Andy : Chris (saison 1, épisode 6 : Tracy)
- 2018 : Blacklist : le sergent-administratif (saison 5, épisode 16 : The Capricorn Killer (No. 19))
- 2018 : Daredevil : Oscar, l'infirmier (saison 3, épisode 4 : Blindsided)
- 2018 : Fighting Season : Ian Vogel (4 épisodes)
- 2019 : Bad Mothers : Harry Buttle (5 épisodes)
- 2019-2021 : Total Control : Kevin Cartwright (12 épisodes)
- 2020 : Drunk History : Australia : le joueur de cricket (Bowral) (saison 1, épisode 6 : The Story of Don Bradman)
- 2021 : Blue Bloods : le lieutenant (saison 11, épisode 8 : More Than Meets the Eye)
- 2022 : Barons : George Thompson (2 épisodes)
- 2022 : Colin from Accounts : Bernie (2 épisodes)
- 2023 : Safe Home : Gerard Priestly (4 épisodes)
- 2023 : Queen of Oz : Richard Steele
- 2023 : A Savage Christmas : James Savage Senior (3 épisodes)